# 李絡秀
李氏（？年—？年），字絡秀，汝南郡人，晉尚書僕射周顗母。

## 生平
周浚為安東將軍時，一次外出打獵，在絡秀家避雨。絡秀的父兄恰好不在，絡秀聞說周浚到來，和一個婢女在內堂宰豬羊，備辦數十人的酒食，周浚覺得內堂很寂靜，好奇去窺視，只見一女子很是漂亮，周浚於是請求為妾。絡秀的父親與其兄不願答應，絡秀說：“門戶已困苦，怎惜一個女兒！如果和貴族聯姻，將來或許有大好處。”於是她的父兄答應這門親事。
李絡秀生下了周顗和周嵩、周謨。周顗等人到長大後，絡秀對他們說：“我之所以屈節作妾，只是為門戶考慮。你們若不和我的家人相認，我活著還有意義嗎！”周顗等人從命，因此李氏得以列入望族。
東晉時，周顗等人都成達官顯貴之人。冬至那天，絡秀舉杯對其三子說：“我本渡江而來的，無落腳之地，不料現在你們都做了大官，我已沒甚麼好擔憂的了。”周嵩卻說：“恐怕要讓母親失望了。伯仁志大而才疏，名聲大卻見識糊塗，喜歡乘人之危，恐怕無法自保。我性情直率，不被社會所容。唯有阿奴平庸，能陪母親終老。”阿奴是周謨小名。後來果然如周嵩所說。

## 相關考證
李絡秀雖然在《世說新語》及《晉書》中有以上記載，然而記載的可靠性卻遭到質疑。為《世說新語》作注的劉孝標引周氏譜：「浚取同郡李伯宗女。」直言《世說新語》中寫李絡秀委身作妾事為虛妄。程炎震也同意劉孝標的看法，他亦計算過周顗的生年，指出既然周顗生於泰始五年（269年），以《八王故事》周浚於元康（291年至299年）加安東將軍，並在此後才納李絡秀，那李絡秀不可能是周顗的生母，遂以此認為這記載是誣妄之辭，亦指《晉書》採信此條為誤

## 延伸阅读
[在维基数据编辑]
 《晉書·卷096》，出自房玄齡《晉書》